# Põlva
Põlva (en alemany, Pölwe o Pölwa) és una ciutat d'Estònia, capital del municipi homònim i capital del Comtat de Põlva.
La ciutat té una superfície de 5,48 km² i 5.498 habitants el 2024. El riu Orajõgi passa per la ciutat i s'ha format en aquest lloc un llac artificial.
El nom de la població està documentat des de 1452. La coincidència formal del nom de la ciutat amb el mot estonià põlve "genoll" ha originat algunes llegendes en relació amb l'origen del nom
L'església de Santa Maria de Põlva va ser construïda per monjos benedictins entre els segles XIII i XIV amb tres naus però la seva construcció ha patit alteracions al llarg del temps. L'alta torre amb la seva agulla de teulada vermella es remunta al 1460. La primera campana de l'església va ser fosa a Estocolm el 1648, i una altra a Bochum el 1868.

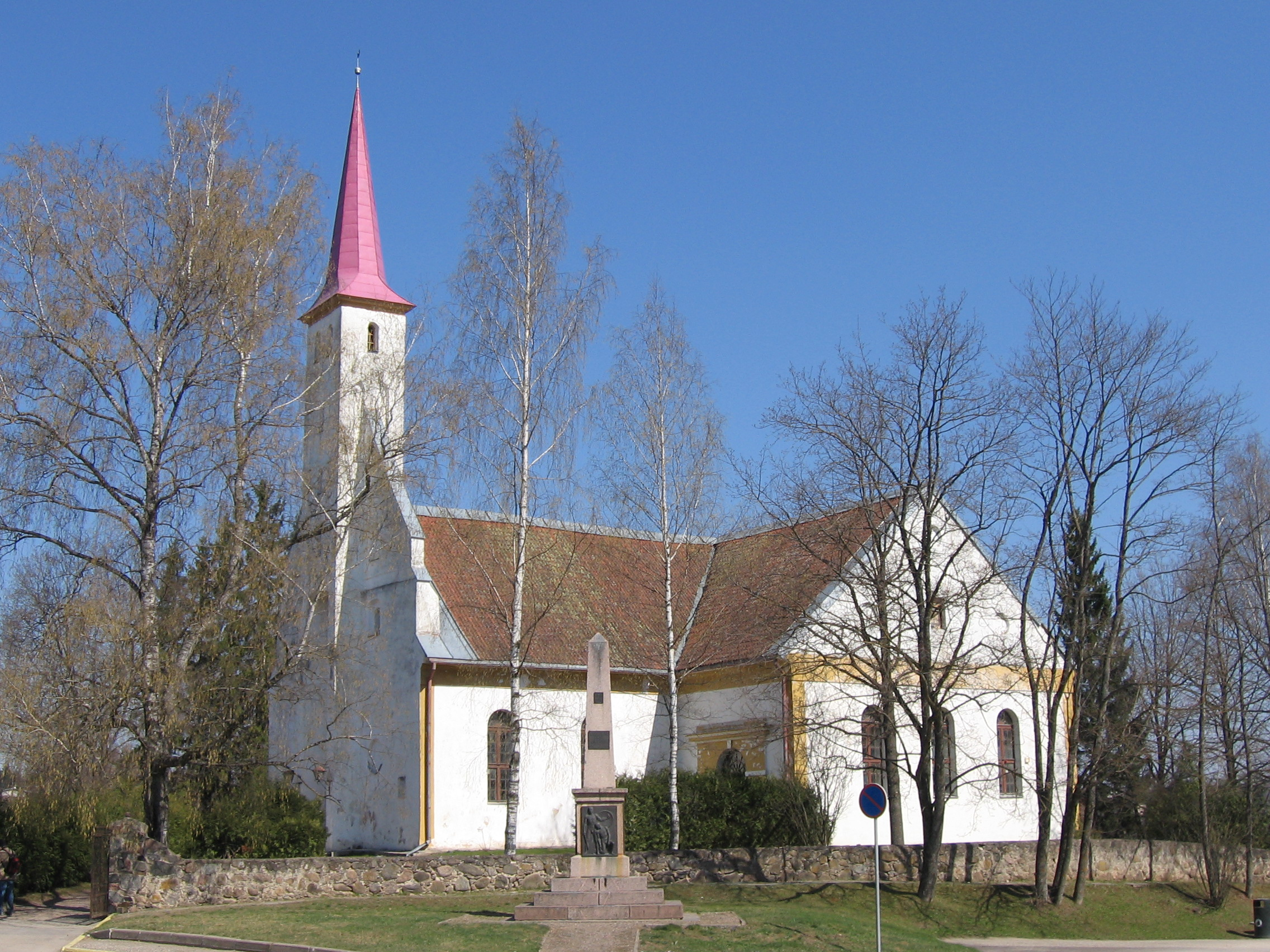
Església de Santa Maria

La ciutat té un club de handbol, el Põlva Serviti, i un club de futbol femení, el FC Lootos Põlva, de primer nivell. S'hi celebra també un festival de cançó en el parc d'Intsikurmu des del segle XIX.